# Elwendia longiloba
Elwendia longiloba är en växtart i släktet Elwendia och familjen flockblommiga växter.
Arten är endemisk i Turkmenistan. Den beskrevs först av Jevgenij Kljujkov som Bunium longilobum och fick sitt nu gällande namn av samme Kljujkov.